# Bull Doctor
Bull Doctor (ブルドクター?, Buru Dokutā) è un dorama stagionale estivo prodotto e mandato in onda da Nippon Television nel 2011 in 11 puntate.

## Trama
Tamami è soprannominata "Bull Doctor", medico toro, per il suo modo di imporsi in ogni situazione, oltre al fatto che "bull" è un diminutivo di bulldozer. Ignorando bellamente ogni tipo di consiglio, opinione od opposizione che si trova eventualmente davanti, attua la sua professione di medico legale utilizzando tutti i mezzi a sua disposizione per giungere il più presto possibile alla verità sulle morti di cui via via si occupa.
I colleghi che lavorano a stretto contatto con lei la ammirano ma ne hanno un timore reverenziale.
A causa di questa sua personalità e carattere così duro si trova costantemente in contrasto col prossimo, soprattutto con una giovane appassionata detective e con un medico forense suo antagonista, anche se nessuno mette in dubbio le sue superlative capacità professionali.
Al di fuori del suo lavoro è però anche una madre attenta e premurosa.

## Star ospiti
- Asuka Ono - amica di Mia
- Satomi Tezuka - Yukiko Akai (ep. 1)
- Toshiki Ayata - Satoshi Kawamura (ep. 1)
- Kazuhiko Kanayama - Mitsugu Taguchi (ep. 1)
- Maho Nonami - Yoshimi Taguchi (ep. 1)
- Reina Kurosaki - Yuka Taguchi (ep. 1)
- Yui Ichikawa - Saori Kurokawa (ep. 2)
- Ryuji Sainei - Hiroyuki Okada (ep. 2)
- Yorie Yamashita - Kiyomi Okada (ep. 2)
- Mayumi Asaka - Masako Kurokawa (ep. 2)
- Mami Yamasaki - Chika Satonaka (ep. 3)
- Sansei Shiomi - Shuji Mizushima (ep. 3)
- Gota Watabe - Masaki Iida (ep. 3)
- Yoko Kurita - chirurgo plastico (ep. 3)
- Yuki - Ruri Konno (ep. 4)
- Kumi Nakamura - Saeko Konno (ep. 4)
- Takashi Kobayashi - Yohei Konno (ep. 4)
- Kumi Imura - Ryoko (ep. 4)
- Helene Hayama - giornalista (ep. 5)
- Jingi Irie - Akihiko Yanagida (ep. 6)
- Nanami Fujimoto - Maiko Yanagida (ep. 6)
- Satomi Nagano - Kumiko Kajita (ep. 7)
- Rie Tsuneyoshi - Yu Haranishi (ep. 7)
- Yuko Genkaku - infermiere (ep. 7)
- Aki Nakano - infermiere (ep. 7)
- Shunsuke Kubozuka - Katsuji Ohyama (ep. 8)
- Ryuji Yamamoto - Susumu Koide (ep. 8)
- Yuichi Haba (ep. 8-11)
- Takeshi Kaga (ep. 9-11)
- Sachi Funaki - Hitomi Takeda (ep. 10)
- Hiromi Iwasaki - Kana Yashiro (ep. 10)
- Makiko Kuno - Misato Okuyama (ep. 11)

## Episodi
1. The reckless female doctor is moved the bond of the couple being investigated
2. The suspicious associate professor
3. The mystery of the plastic beauty
4. Autopsy vs. heart transplant! The ultimate choice
5. A 30% mortality rate! Emergency closure of the autopsy room
6. Revenge! The kidnapper's target is the forensic pathologist
7. Medical error!? The female doctor who indicted her husband
8. The professor's death!? The reckless resolution to resign!
9. A dark hospital ward...? No one can be trusted anymore
10. The forbidden scalpel! The truth behind the transplant surgery
11. An investigation of the cause of death is absolutely impossible a forbidden reckless run! I won't give up!